# ساندرا دود
ساندرا دود (بالإنجليزية: Sandra Dodd)‏ هي مُدرسة أمريكية، ولدت في 24 يوليو 1953 في أوغستا في الولايات المتحدة.